# Iztok Čop
Iztok Čop, slovenski veslač in športni funkcionar, * 17. junij 1972, Kranj, SR Slovenija.
Velja za najuspešnejšega slovenskega veslača.

## Veslaška kariera
Svojo veslaško kariero je začel pri 13 letih na Bledu pod vodstvom Miloša Janše. Veslati je začel v disciplini dvojec brez krmarja.

### V paru z Denisom Žvegljem
V paru z Denisom Žvegljem leta 1991, komaj dva meseca po slovenski osamosvojitveni vojni, na svetovnem prvenstvu na Dunaju osvojil srebrno kolajno. Naslednje leto sta z Denisom na olimpijskih igrah v Barceloni s tretjim mestom priveslala prvo olimpijsko medaljo za samostojno Slovenijo. Dvojec je kmalu razpadel in Iztok je presedlal v enojca in leta 1995 v Tampereju (Finska) osvojil naslov svetovnega prvaka. Naslednje leto je na olimpijskih igrah v Atlanti osvojil nehvaležno četrto mesto.

### Enojec in v paru z Luko Špikom
Po še nekaj ne preveč uspešnih sezonah v enojcu je leta 1999 skupaj z Luko Špikom v kanadskem St. Catharinesu osvojil naslov svetovnega prvaka v dvojnem dvojcu, naslednje leto na olimpijskih igrah v Sydneyju pa sta v isti disciplini priveslala prvo olimpijsko zlato kolajno za Slovenijo.
Naslednje tri sezone se je vrnil v enojec in redno osvajal kolajne na svetovnih prvenstvih, v olimpijskem letu 2004 pa sta s Špikom spet sedla v dvojni dvojec in si na olimpijskih igrah v Atenah priveslala srebrno kolajno. Naslednje leto na svetovnem prvenstvu v japonskem Gifuju se jima je posrečil še en podvig. Znova sta postala svetovna prvaka v dvojnem dvojcu, poleg tega sta v dvojnem četvercu (skupaj še z Matejem Prelogom in Davorjem Mizeritom) osvojila še srebrno kolajno.
Leta 2006 je Čop na svetovnem prvenstvu v angleškem Etonu z Luko Špikom osvojil srebrno medaljo v dvojnem dvojcu in obenem napovedal možnost konca športne kariere.
Na OI v Pekingu 2008 sta z Luko Špikom osvojila zadnje (6.) mesto v finalu dvojnih dvojcev. S Špikom sta leta 2012 v dvojnem dvojcu nastopila tudi na Poletnih olimpijskih igrah v Londonu, kjer sta osvojila bronasto medaljo.

## Smučarski tek
Načrt, da bi na zimskih olimpijskih igrah 2006 v Torinu nastopil v smučarskem teku, se je izkazal za preveč optimističnega.

## Po koncu tekmovalne kariere
Maja 2014 je bil v produkciji RTV Slovenija predstavljen dokumentarni film Odsev zmage scenaristke Nuše Ekar in režiserja Boža Grlja o Čopovi športni karieri. Čop je protestiral proti podelitvi naziva športnika leta 2012 hokejistu Anžetu Kopitarju kot predstavniku ekipnega športa.

### Delo v športnih organizacijah
Bil je podpredsednik Olimpijskega komiteja Slovenije med letoma 2014 in 2018 ter članski selektor veslaških reprezentanc med letoma 2017 in 2021. Je član izvršnega odbora VZS in predsednik VK Bled.

## Zasebno
Čop se je 25. maja 2002 na gradu Kamen poročil s Petro Filipič, takratno športno novinarko in piarovko ljubljanske županje Vike Potočnik. Poročila sta ju vitez Gašper II. Lambergar in njegova gospa, ki jo je igrala Alenka Bole Vrabec. Nevesti je obleko naredil Tomaž Klemenčič, ženinu pa so jo sešili v Muri.
Iztok Čop in Petra Filipič Čop imata dve hčeri.